# Este/Oeste
Este/Oeste (en francés: Est-Ouest; en ruso: Восток-Запад) es una película de drama histórico de 1999 dirigida por Régis Wargnier, protagonizada por Sandrine Bonnaire, Oleg Menshikov, Sergei Bodrov y Catherine Deneuve.

## Sinopsis
Cuando en junio de 1946 Stalin ofrece la amnistía a los rusos exiliados en el oeste y la posibilidad de reconstruir el país, Alexei Golovine, un médico exiliado en Francia, responde a esta llamada, al igual que muchos otros, y decide regresar con su joven esposa francesa Marie y su hijo Serioja a su tierra natal. A su llegada a Odessa, se enfrentan a una terrible realidad: Muchos de sus compañeros son ejecutados o deportados. Alexei y su familia salvan la vida porque las autoridades creen que pueden sacar algún provecho del joven médico.

## Reparto
- Sandrine Bonnaire - Marie Golovina
- Oleg Menshikov - Alexey Golovin
- Catherine Deneuve - Gabrielle Devele
- Sergei Bodrov - Sasha Vasilyev
- Tatyana Dogileva - Olga
- Bohdan Stupka - Boyko, Colonel
- Valentin Ganev - Volodya Petrov

## Premios
Nominaciones
- Premios Globo de Oro: Mejor película extranjera
- Premios César:

Mejor Película
Mejor Actriz: Sandrine Bonnaire
Mejor Director: Regis Wargnier
Mejor Música: Patrick Doyle
- Premios Oscar: Nominada a Mejor Película de habla no Inglesa — Regis Wargnier
- 1999 National Board of Review : Mejor película extranjera

Victorias
- 2000 Miami International Film Festival: Premio de la audiencia
- 2000 Palm Springs International Film Festival: Premio de la audiencia
- 2000 Santa Barbara International Film Festival: Audiencia del público